# Giulio Aleni
Giulio Aleni o Alenio (Brescia, 1582 – Yanping, 10 giugno 1649) è stato un gesuita, missionario, astronomo, letterato, geografo e matematico italiano.

## Biografia

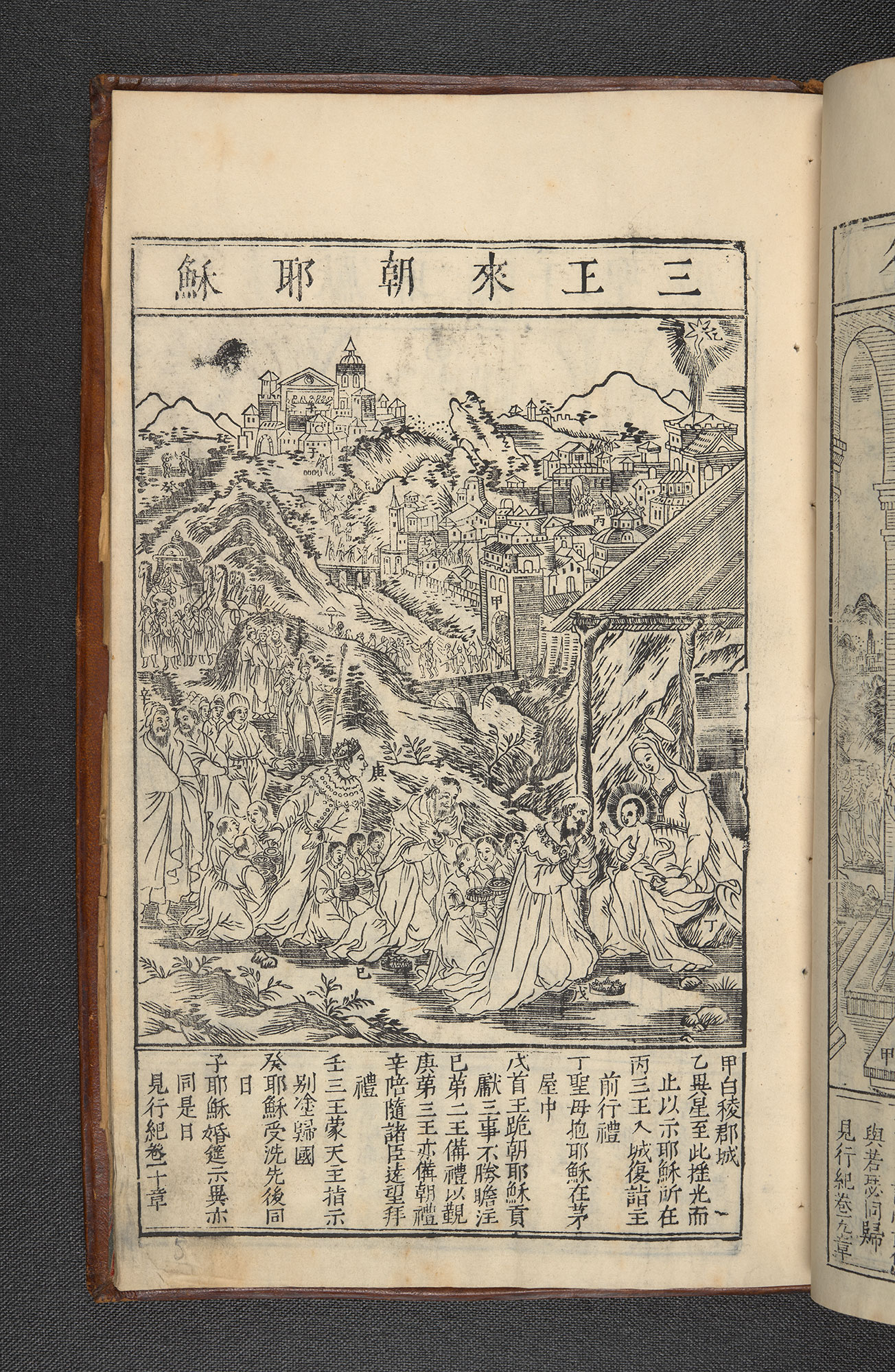
Giulio Aleni: La vita di Gesù

Entrato nella Compagnia di Gesù in giovane età, nel 1610, viene inviato in Cina dove presta attività di missionario per circa quarant'anni. Sbarca a Macao nel 1610 e per tre anni si impegna nell'insegnamento della matematica, ritenendo che questa attività favorisca il suo inserimento nel mondo culturale e nella società cinese.
Adotta vesti e abitudini di vita cinesi ed impara la lingua, nella quale scriverà 25 libri, utili per la sua opera di missionario e per diffondere le conoscenze europee.
È il primo missionario cristiano nel Jiangsi, costruisce alcune chiese nel Fujian; dal 1619 opera a Hangzhou e Jiangzhou.
Rispettoso della cultura cinese, come missionario si preoccupa costantemente di presentare il messaggio evangelico in termini comprensibili ai suoi uditori. Scrive una vita di Gesù in otto volumi, pubblicata a Pechino (1635-1637), ristampata varie volte, ad es. nel 1887 in tre volumi, e utilizzata anche dai missionari protestanti.
Egli mantiene una corrispondenza epistolare con l'astronomo Giovanni Antonio Magini e diffonde nel mondo cinese anche conoscenze astronomiche e matematiche. È autore di un mappamondo che riprende quello di Matteo Ricci e si intitola Wan-kuo ch'uan-t'u, (Mappa completa di tutte le Nazioni), pubblicato intorno al 1620.
È autore di un trattato di geografia, (Zhifang waiji) pubblicato in sei volumi nel 1623.
Dai cinesi è conosciuto come 艾儒略, Ai Ru-lue, e soprannominato Confucio dell'Occidente.
A Brescia la figura di Aleni è stata ricordata in due convegni: il primo svoltosi dal 19 al 22 ottobre 1994, intitolato "Giulio Aleni S. J. (1582-1649), Missionary in China", il secondo, dal titolo "Da Leno alla Cina. Dalla Cina a Leno. Nel 2009 è stata pubblicata, come primo volume dell'Opera Omnia, la traduzione in italiano del Zhifang waiji: si tratta della prima traduzione in assoluto dal cinese ad una lingua occidentale. Il volume contiene anche il testo originale e la mappa del 1623. Il 26 giugno 2010 il ruolo storico di Aleni è stato al centro di un convegno "Incontro fra Oriente e Occidente" si è tenuto di recente. Una mostra dal titolo "Sulle tracce di Aleni" ha avuto luogo dal 26 giugno all'11 luglio presso la Villa Badia di Leno. Inoltre i suoi due libri Vita del maestro Ricci, Xitai del Grande Occidente, e Sante immagini del Signore del Cielo sono stati presentati a cura della Fondazione Civiltà Bresciana in due riprese, il 13 e il 25 ottobre 2010.

## Curiosità
Pur essendo Aleni nativo di Brescia, la sua famiglia era originaria di Leno, nella Bassa Bresciana. Da qui il suo cognome latinizzato: "A Leni" o "A Lenis".